# Ana Marcelo
Ana Janssy Marcelo Molina (Corinto, Nicaragua, 7 de noviembre de 1996) es una modelo y reina de belleza, ganadora del concurso de belleza Miss Universo Nicaragua 2020 y Miss Teen Americas 2015. Representó a Nicaragua en el certamen Miss Universo 2020 donde se posicionó en el Top 21 de semifinalistas. Representó a Nicaragua en Miss Universo 2020 en Hollywood, Florida, Estados Unidos donde se posicionó en el Top 21 del certamen, convirtiéndose en la cuarta nicaragüense en entrar en el top de las cuartofinalistas de un Miss Universo.
Con Ana Marcelo, Nicaragua volvió a figurar en el certamen más importante del universo después de 7 años, ya que la última nicaragüense en clasificar en un Miss Universo 2013 fue Nastassja Bolívar.

## Biografía
De origen nicaragüense (por parte de madre) y peruana (por parte de padre) nació en Corinto del departamento de Chinandega, el 7 de noviembre de 1996, pero desde los cuatro años se mudó a Estelí, su departamento natal y departamento que representó en el Miss Nicaragua. En 2014 participó en el certamen de belleza juvenil más importante del país Miss Teen Nicaragua donde logró posicionarse como segunda finalista, posteriormente es designada por su directora Xiomara Blandino para participar en Miss Teen América donde logró obtener el título. Es egresada de la Universidad Nacional Agraria en Managua como Ingeniera Agroindustrial.

## Concursos de belleza

### Miss Teen Nicaragua 2014
La joven esteliana decide participar en el certamen de belleza juvenil más importante del país, Miss Teen Nicaragua en su cuarta edición dónde se posicionó como segunda finalista.

### Miss Teen Americas 2015
Quedar como segunda finalista del Miss Teen Nicaragua le da el derecho a participar en Miss Teen Americas 2015, celebrado en El Salvador, donde la joven nicaragüense se alzó con el título, siendo la primera nicaragüense coronada en este certamen.

### Miss Nicaragua 2020
La noche del 8 de agosto se llevó a cabo la final del concurso Miss Nicaragua 2020 en el Holiday Inn Convention Center, en donde ocho mujeres de diferentes partes del país compitieron por el título y la corona. Al final del evento Ana Marcelo resultó ganadora y fue coronada por su antecesora Inés López Sevilla, Miss Nicaragua 2019 como la nueva Miss Nicaragua 2020.

### Miss Universo 2020
Siendo una de las delegadas favoritas a ganar Miss Universe 2020, Ana Marcelo fue seleccionada como una de las 21 jóvenes más bellas del universo, la noche del 16 de mayo de 2021 día en que ha sido realizada la gala final del Miss Universo en el Seminole Hard Rock Hotel & Casino, Estados Unidos. Igualmente, este gran logro la convirtió en la cuarta mujer nicaragüense en clasificar en el reconocido y aclamado concurso Miss Universo. Cabe destacar que la ganadora de dicha edición fue la señorita Andrea Meza, originaria de Chihuahua, México.